# 快速增强

颱風瑪利亞正在快速增強。

在氣象學上，快速增強（英語：Rapid intensification）是指某熱帶氣旋在短時間內剧烈增強的现象。美國國家颶風中心將“快速增強”界定為熱帶氣旋的最大持續風速在24小時內，增加最少30節（每小時35英哩或每小時55公里）。

## 必要條件

### 外在因素
備以下條件，才会产生快速增強的熱帶氣旋。首先，水溫必須非常溫暖（接近或高於30 °C，86 °F），同时海水必須有深度足夠到海浪无法將較冷的海水上翻到海面。其次，風切變必須微弱；當風切變強烈時，氣旋中的對流和環流將被破壞。

### 內在因素
通常風暴上方的對流層上層也必須存在反氣旋——目的是幫助極低表面壓力的發展，在風暴的眼牆裏，空氣必然會迅速上升，而上層反氣旋亦有助將這些空氣有效地引導離開氣旋。熱塔的發展與熱帶氣旋的快速增強有關，在不同的洋盆上的关系有所区别。

## 此前的術語和定義
美國國家颶風中心曾将“熱帶氣旋的最低氣壓在24小時內降低42毫巴（1.240英寸汞柱）”定义为「快速深化」（英語：Rapid deepening）。现在的“快速增強”定義取代了此定义，定义為“熱帶氣旋的最大持續風速在24小時內增加最少30節（35英里每小時；55每小時）”。